# Leo Sexton
Leo Sexton, född 27 augusti 1909 i Danvers i Massachusetts, död 6 september 1968 i Perry i Oklahoma, var en amerikansk friidrottare (kulstötare).
27 augusti 1932 satte Sexton världsrekordet (16 meter 16 centimeter) i kulstötning i Freeport i Kalifornia i USA.  
Sexton blev olympisk mästare på kulstötning vid olympiska sommarspelen 1932 i Los Angeles.